# Periscepsia natalica
Periscepsia natalica är en tvåvingeart som först beskrevs av Fritz Isidore van Emden 1960.  Periscepsia natalica ingår i släktet Periscepsia och familjen parasitflugor. Inga underarter finns listade i Catalogue of Life.